# George Wetherill
Pour les articles homonymes, voir Wetherill.
George Wetherill (né le 12 août 1925 - mort le 19 juillet 2006) est un physicien, professeur et directeur scientifique américain. Professeur géophysique et de géologie à l'université de Californie à Los Angeles (UCLA), il a été directeur du département de magnétisme terrestre (Department of Terrestrial Magnetism, DTM) de la Carnegie Institution.
Wetherill a également siégé sur des comités consultatifs de la NASA, de l'Académie nationale des sciences et de la National Science Foundation. Pendant 17 ans, il a été rédacteur en chef de l'Annual Review of Earth and Planetary Sciences. Enfin, il a été président de la Meteoritical Society, de la Geochemical Society, du département de planétologie de l'Union américaine de géophysique et de l'International Association of Geochemistry and Cosmochemistry.

## Formation

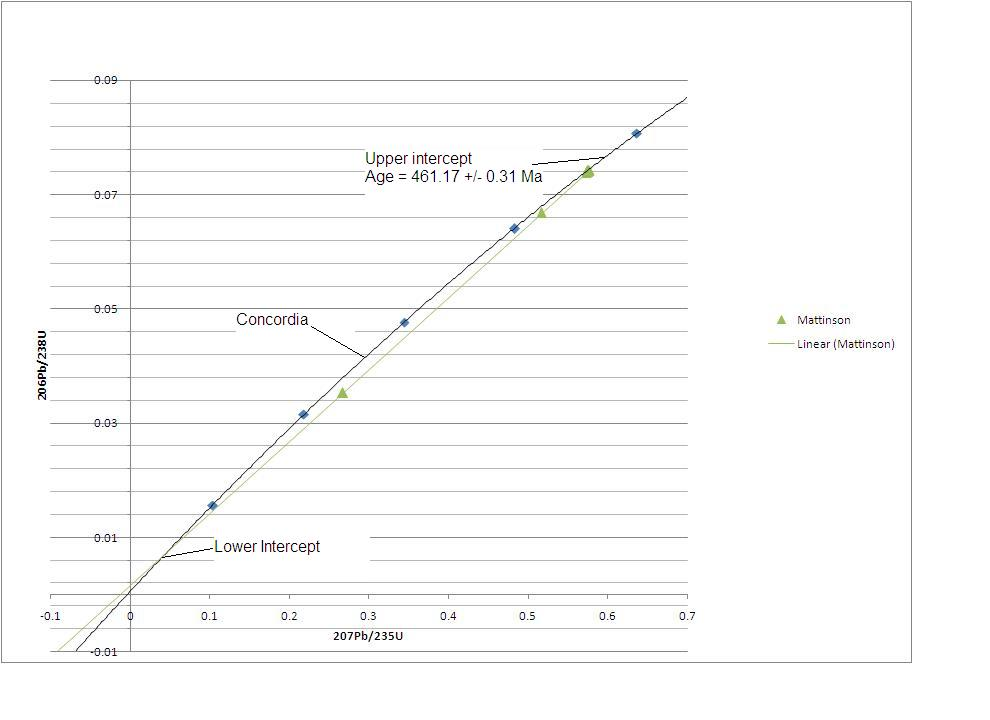
Exemple de diagramme Concordia.

À l'aide du G.I. Bill, George Wetherill obtient quatre diplômes en physique : un Ph. B. (1948), un S.B. (1949), un S.M. (1951) et un Ph. D. (1953), tous de l'université de Chicago. Sa thèse porte sur la fission spontanée de l'uranium, qu'il réalise en tant que boursier de la Commission de l'énergie atomique des États-Unis.
Après son doctorat, Wetherill devient membre de l'équipe du département de magnétisme terrestre de la Carnegie Institution à Washington, D.C. Sur place, il intègre un groupe interdépartemental visant à déterminer l'âge de la Terre à l'aide de méthode géochimiques appliquée sur des roches et impliquant la radioactivité naturelle. Il élabore à ce moment le concept de diagramme Concordia pour la datation par l'uranium-plomb.
Wetherill quitte le DTM en 1960 et devient professeur de géophysique et de géologie à l'UCLA. Il y dirige le programme de géochimie (1964-1968) et le Department of Planetary and Space Sciences (1968-1972).
En 1975, Wetherill retourne diriger le DTM, direction qu'il effectue jusqu'en 1991. Il y travaille, notamment, sur les modèles de formation du Système solaire ainsi que sur l'hypothèse de l'impact géant, concernant la formation de la Lune. Il s'intéresse également à d'autres astres tels Mercure et Jupiter.
Wetherill meurt à la maison le 19 juillet 2006 à la suite d'une longue maladie.

## Prix et distinctions
Wetherill a été élu à l'Académie nationale des sciences en 1974, a obtenu la médaille Leonard (en) remise par la Meteoritical Society en 1981, le prix G. K. Gilbert (en) remis par la Société américaine de géologie en 1984, le prix Gerard-P.-Kuiper remis par l'Union américaine d'astronomie en 1986, la médaille Harry H. Hess (en) remise par l'Union américaine de géophysique en 1991, la National Medal of Science remise par le président des États-Unis Bill Clinton en 1997, la médaille J. Lawrence Smith remise par l'Académie nationale des sciences en 2000 et le Henry Norris Russell Lectureship remis par l'American Astronomical Society en 2003.